# الغريب (رواية)
الغريب (بالفرنسية: L'étranger) أول رواية للكاتب الفرنسي ألبير كامو، صدرت سنة 1942م. تنتمي إلى المذهب العبثي في الأدب. وهي جزء من سلسلة دورة العبث المكونة من سلسلة مؤلفات هي الغريب (رواية)، أسطورة سيزيف (مقال)، كاليغولا وسوء المفاهمة (أعمال مسرحية)، تصف جميعها أسس فلسفة العبث الكاموية. تُرجمت الرواية إلى أربعين لغة. صدرت النسخة العربية لأول مرة في عام 1997 عن الدار المصرية اللبنانية للنشر وترجمها محمد غطاس. صدرت نسخة بالدارجة التونسية في عام 2018 قدمها الشاعر والمترجم التونسي ضياء بوسالمي.

## الجزء الأول
يكتشف ميرسولت وفاة والدته، لكن لا يظهر أيا من مشاعر الأسى والحزن كما هو متوقع، وعندما سُئل إذا ما كان يريد رؤية جثتها، فقابلهم بالرفض. وبدلا من إظهار مشاعره وأساه للقارئ أخذ يتكلم فقط عن الحاضرين للعزاء.
لاحقا، يقابل ميرسولت فتاة تدعى ماريا، كانت موظفة سابقة في شركته، وأصبح الأثنان مندمجين أكثر ببعضهما، فذهبا للسباحة سويا، وشاهدا فلما مضحكا تلك الليلة، وبدأ الاثنان بعلاقة جنسية بعد ليلة واحدة من وفاة أمه. وفي اليوم التالي يذهب صديقنا ميرسولت ليساعد صديقه الساكن بالجوار، ريموند سينتيز، لينتقم من عشيقته البربرية بعد ان بدأت الشكوك تساوره عن خيانتها له. يوافق صديقنا ميرسولت ليساعد صديقه ريموند، فيكتب رسالة لعشيقته، متضمنة دعوة لزيارته، كي تتاح الفرصة لريموند ليمارس الجنس معها، ومن ثم يبصق في وجهها عند آخر لحظة، في صورة من صور الانتقام لمشاعره. ميرسولت لم يجد أي سبب لعدم مساعدة صديقه خاصة انها في سبيل سعادته، ولم يهتم فيما قد يسببه من ألم وجرح لمشاعر عشيقة ريموند، خاصة انه يؤمن بقصة ريموند انها خائنة له فتستحق. وبينما كان يستمع لريموند، كان ميرسولت في حالة سكر وعلى نحو مميز لم يهتم أو يظهر أي مشاعر من التعاطف، وبشكل عام كان يعتقد ان الناس اما مثيرون للاهتمام أو مزعجون، أو تشعر بلا شيء تجاههم بتاتا.
نجحت خطة الرسالة، وعادت عشيقة ريموند، لكن الوضع تصاعد وازداد الطين بلة عندما صفعت ريموند عند طردها، لكن ريموند رد الصاع بمثليه، فأخذ بضربها، فاعتقلته الشرطة، ثم ذهب به للمحكة، عندما شهد ميرسولت بخيانة عشيقته، ساندا بذلك صديقه ريموند، أطلق سراح ريموند بعد أخذ تعهد من المحكمة، ولم تتوقف الأمور على ذاك فبعد ذلك بدأ أخو عشيقته والعديد من أصدقائها العرب بتعقب ريموند، فعندما دعا ريموند ميرسولت وماريا في عطلة نهاية الأسبوع لبيتٍ على الشاطئ لأحد أصدقائه، كان أخو عشيقته وأصدقاؤها العرب بانتظاره، وبدأوا بشجار انتهى بإصابة ريموند بطعنة بسبب سكين طائشة. بعدها ذهب ميرسولت وعاد إليهم مسلحا بمسدس ريموند، والذي أخذه حمايةً من أي تصرف طائش، لكن ميرسولت واجه الأخ الثائر، وبغير دراية تامة وتحت أشعة الشمس الحارقة أطلق رصاصة قاتلة تجاه الأخ العربي، بعد أن أشار بسكينته تجاهه، ولم يهدأ لميرسلوت بال حتى أتبعها بأربع طلقات استقرت جسده. ولم يبرر ميرسولت صاحبنا للقارئ سبب ارتكابه جريمته أو مشاعره حيالها، غير مبال بشيء غير أشعة الشمس الحارقة ونورها الساطع.

## الجزء الثاني
أصبح صديقنا ميرسلوت الآن حبيس السجن، أخذ يشرح ويتكلم لنا عن اعتقاله ووقته في السجن، وجلسات المحاكمة القادمة. انفصاله وعزلته بشكل عام جعلت من معيشته في السجن أمرا يمكن تحمله، خاصة بعد التعود على فكرة التقييد وعدم القدرة على ممارسة الجنس مع ماريا كسابق عهده، كان يقضي معظم وقته في النوم أو التظاهر بسماع الأشياء التي كانت في شقته. وفي جلسة المحكمة أخذ المحامي تصوير هدوء ميرسلوت والاستسلام التام مبررا له عدم ظهور شعوره بالندم والذنب، وبدأ بالتبرير لهيئة المحلفين أن ميرسلوت لم يكن قادرا على البكاء في يوم جنازة أمه فكيف بجريمة القتل، ثم طلب المحامي من ميرسلوت أن يخبرهم الحقيقة، ثم بين ذلك بدأ ميرسلوت شارحا للقارئ انه لم يشعر بأي شعور بالذنب، ولا الندم، ولم يستطع ببساطة أن يظهر أي مشاعر شخصية لأي عمل في حياته على الإطلاق.
في هذه الأثناء يقوم المدعي شاجبا عمل ميرسلوت، مدعيا انه يعتبر من الوحوش عديمة الأرواح، فلا يشعر بالندم ولا الذنب، ولذلك يستحق الموت لفعلته الشنعاء، وعلى الرغم من ان محامي ميرسلوت دافع عنه بكل ما يستطيع، ومع كل الوعود منه لمارسلوت ان حكم القاضي سيكون سهلا يسيرا، أطلق القاضي حكمه الأخير، قاضيا بذلك الحكم على ميرسلوت بالإعدام نحرا أمام الملأ.
وفي السجن وبينما كان صديقنا ميرسلوت ينتظر تنفيذ الإعدام بحقه، قابله قسيس ليعرض عليه العودة إلى الرب، لكن ميرسلوت قابله بالرفض الجازم، وعلى الرغم من قول ميرسلوت للقسيس ألا فائدة من الرب، وأنه مجرد مضيعة للوقت، الا ان القسيس أصر على ذلك راجيا تحويل ميرسلوت من الإلحاد إلى الإيمان، أو من اللامبالاة إلى الإيمان.
ثم انفجر ميرسولت متحدثا عن إحباطه، وحماقة وسخف وعبثية حالات البشر، والعذاب الذي لاقاه، وبدون التوقف عن عدم وجود أي معنى من الوجود، أخذ بالتعبير عن غضبه تجاه الناس والعالم، بأي حق يحكمون عليه من أفعاله التي أرتكبها، لا أحد يملك الحق في ذلك، وبعد كل ذلك الحديث، وصلنا لخط نهاية صديقنا ميرسولت، الذي تم تجهيزه لتنفيذ حكم الإعدام بحقه.

## الشخصيات
- ميرسولت: جزائري فرنسي، اكتشف وفاة أمه. يظهر اللامبالاة لوفاة أمه، والتي أظهرت انفصاله العاطفي عن البيئة المحيطة به. ميرسولت أيضا رجل صادق، صادح بالحقيقة، لا يخشى أحدا ولا يعير أحدا أي اهتمام، هو يعتبر غريبا عن هذا المجتمع بسبب اللامبالاة.
- والدة ميرسولت: قبل وفاتها بثلاث سنوات أم ميرسولت أُرسلت إلى ملجأ، كما بين ذلك في بداية الرواية، وعند قرب تنفيذ حكم الإعدام على ميرسولت، شعر بشعور القرابة من أمه متوقعا بأنها هي أيضا تعانق وتحضن عالما غير هادف
- ريموند ساينتيز: جار وصديق ميرسولت، الذي ضرب عشيقته العربية، واتبع ذلك محاولات من أخيها وأصدقائها العرب لأخذ الثأر. ريموند أدخل ميرسولت في المعمعة ومن ثم لاحقا أردى العربي قتيلا، وبعد أن جمعت ريموند ومارسلوت علاقة حميمة، شهد ريموند لصالح ميرسولت في جلسة المحاكمة.
- ماري كاردونا: كانت كاتبة طوابع في نفس مكان عمل مارسولت، التقى بها عند حوض السباحة العام، بعد يوم من وفاة والدته، وبدأت بينهم العلاقة، وكانا مستمتعين سويا، حتى ان مارسولت كان يفتقدها في فترته في السجن.
- مايسن: صاحب بيت الشاطئ الذي دعا ريموند له كلا من مارسولت وماريا مايسن يعتبر شخصا هادئا ويحب أن يعيش حياته بسعادة وراحة.
- سلامانو: رجل كبير في السن، كثيرا ما كان يمشي في الجوار مصطحبا كلبه الذي يسيء معاملته رغم تعلقه به، وبعد فقده لكلبه أصبح يأتي لمارسولت طلبا للنصح.
- العرب: يمثلهم عشيقة ريموند، وأخوها، وأصدقاؤها، لم يتطرق الكاتب لأي من أساميهم، وكان يطلق عليهم العرب بشكل مبهم
- العربي: هو الرجل الذي أطلق عليه مارسولت الرصاص وأرداه قتيلا.

## العبثية في رواية الغريب
تُجسّد الرواية التعبير الأدبي الأوضح عن فلسفة العبث كما بلورها في أعماله الفكرية، إذ تقوم الرواية على كشف لا معقولية العالم وانفصال الإنسان عن المعنى، من خلال شخصية الراوي "ميرسو" الذي يعيش الأحداث الكبرى في حياته ببرود وحياد تام. يظهر ذلك منذ الجملة الأولى في الرواية: "اليوم ماتت أمي. أو ربما البارحة، لا أدري."، حيث يُفصح هذا التردد الوجودي عن انهيار العلاقة بين الذات والزمن والمعنى.
لا يشعر ميرسو بالحزن عند وفاة أمه، ولا يظهر ندمًا بعد ارتكابه جريمة قتل، كما لا يبحث عن تبرير أخلاقي أو ديني لسلوكه. هذا الموقف اللا مبالي ليس انعزالًا نفسيًا فقط، بل موقفًا وجوديًا عبثيًا، ينكر وجود نظام ثابت للعالم، ويرفض القيم الجاهزة التي يحاكمه بها المجتمع لاحقًا. فالمحاكمة التي يتعرض لها لا تتركز على فعل القتل بحد ذاته، بل على سلوكه غير النمطي في الجنازة، ما يكشف عن تناقضات النظام الأخلاقي والاجتماعي في مواجهة الفرد الذي لا يتبنى معاييره.
تعكس الرواية بذلك مفارقة الوعي العبثي: فميرسو لا يتمرّد صراحة، لكنه يفضح سخافة الطقوس والمعايير حين لا يشارك فيها، ويكشف عن عجز الإنسان عن إيجاد معنى مطلق في عالم صامت. فالعالم عند كامو لا يقدّم أجوبة، والإنسان الواعي بذلك لا ينكسر، بل يعيش هذا الإدراك بكرامة ووضوح.
وتبلغ العبثية ذروتها في موقف ميرسو من الموت. ففي الفصل الأخير، وبعد صدور حكم الإعدام بحقه، لا يشعر بالخوف أو الحاجة إلى التوبة أو التعزية. بل يتأمل مصيره بصفاء، ويرفض الكاهن الذي يطالبه بالإيمان. وهنا تظهر العبثية كقبول بطولي للعدم: فالموت ليس نهاية مأساوية، بل حدث طبيعي بلا معنى، يكتسب قيمته فقط من نظرة الإنسان إليه. ميرسو لا ينتظر الخلاص، بل يتصالح مع العالم كما هو، ويرحّب بمصيره قائلاً: "لكي أشعر أنني لم أكن وحيدًا تمامًا، ولكي يكون كل شيء مكتملًا، ولكي أشعر أنني كنت سعيدًا، وأن كل شيء كان على ما يرام."
من خلال هذه البنية السردية والأسلوب المحايد، ترسّخ الغريب كأحد أهم الأعمال التي تنقل العبث من مستوى التأمل الفلسفي إلى التجربة الحية، حيث يصبح كل تفصيل سردي، وكل صمت أو ظرف زمني، علامة على انفصال الإنسان عن العالم، وحريته الجذرية في مواجهة اللاجدوى.

## كتب النقاد عن العبثية في رواية الغريب
"ميرسو لا يبحث عن الله ولا عن مبرر، بل يواجه النهاية بنفس الصفاء الذي عاش به الحياة؛ لقد اختار الحقيقة المجردة على الوهم المريح، وهذا هو جوهر البطل العبثي."
« تنبع العبثية من الفجوة بين طبيعة الكون اللامبالية، وبين سعي المجتمع إلى فرض معنى على الأحداث. […] فالمجتمع يركّز أكثر على شخصية ميرسو الغريبة، وعلى عدم توافقه مع الأعراف الاجتماعية، بدلاً من التركيز على تفاصيل جريمة القتل نفسها. »

## دور المكمل الظرفي في رواية الغريب
يلعب المكمل الظرفي دورًا أساسيًا في رواية الغريب، ليس فقط على المستوى التركيبي، بل على الصعيد الدلالي والفلسفي أيضًا. إذ يتجاوز الظرف في هذا النصّ وظيفته النحوية التقليدية، ليُجسّد الرؤية العبثية التي تمثّل لبّ المشروع الفلسفي لكامو.

من أبرز الأمثلة على ذلك الجملة الافتتاحية الشهيرة للرواية:
«اليوم ماتت أمي. أو ربما البارحة، لا أدري.»
(Aujourd’hui, maman est morte. Ou peut-être hier, je ne sais pas.)

 في هذا السياق، لا يعبّر الظرف الزمني "اليوم" أو "البارحة" عن دقّة زمنية، بل يكشف عن اللامبالاة والقطيعة الوجودية التي يعيشها الراوي تجاه الحدث الأكثر حساسية في حياة الإنسان: موت الأم. وهذا التشويش في تحديد الزمن يشير إلى تفكك العلاقة بين الذات والواقع، وهو أحد أبرز مظاهر العبث في فكر كامو، حيث تنهار المعاني المسبقة ولا يبقى سوى الحاضر الفارغ.
مثال آخر على هذا التوظيف نجده في قول الراوي:
«نهضت متأخرًا، لأنني تعبت من السهر في غرفة الميت.»
(Je me suis levé tard, parce que j’avais veillé au salon mortuaire.)

 في هذا المقطع، يعمل الظرف "متأخرًا" والمكمل السببي "لأنني تعبت" على نقل حالة من الرخاوة الشعورية، حيث يتحدث الراوي عن السهر بجانب والدته المتوفاة وكأنه نشاط عادي أفضى إلى التعب والنوم، لا موقفًا وجدانيًا أو لحظة تأمل في الفقد. وهنا يظهر الظرف كأداة لتمرير حيادية لغوية تخفي خلفها موقفًا فلسفيًا من الوجود والموت.
إن هذا الاستخدام المدروس للمكملات الظرفية يسهم في بناء لغة محايدة ومجردة ظاهريًا، لكنها تنطوي على دلالة عبثية عميقة، حيث تتكشّف هشاشة القيم الإنسانية حين تُصاغ في جمل عادية لا تُعير الواقع أي وزن عاطفي.
1. ↑  Hudon، Louis (1960). "The Stranger and the Critics". Yale French Studies. ج. 25: 59–64. JSTOR:2928902.
2. ↑   نسخة محفوظة 28 أغسطس 2017 على موقع واي باك مشين.
3. ↑  Carroll، David (2007). Albert Camus the Algerian: Colonialism, Terrorism, Justice. Columbia University Press. ص. 27.
4. ↑  "غريب ألبير كامو بالدارجة التونسية: هل تصلح اللهجات المحكية للترجمة الأدبية؟". 7iber | حبر (بالإنجليزية). Archived from the original on 2021-01-04. Retrieved 2021-01-05.
5. ↑  "العبثية في الرواية العربية (طقوس العبث) نموذجا". Casaoui | كازاوي. 31 مايو 2017. اطلع عليه بتاريخ 2025-07-17.
6. ↑  Roger Quilliot، Roger (1965 -01-01). , La Philosophie d’Albert Camus, ,  p.88. PUF. {{استشهاد بكتاب}}: تحقق من التاريخ في: |تاريخ= (مساعدة)صيانة الاستشهاد: التاريخ والسنة (link)
7. ↑  "L'étranger — Studiapedia". studiapedia.com (بالإنجليزية). Retrieved 2025-07-17.
8. ↑  "معاينة دراسة حول الأدوات الظرفية في اللغة الفرنسية". journal.su.edu.ly. مؤرشف من الأصل في 2025-03-20. اطلع عليه بتاريخ 2025-07-17.

## وصلات خارجية
- الغريب على موقع الموسوعة البريطانية (الإنجليزية)